# Frederick Spiller
Frederick «Fred» Spiller (22 de noviembre de 1884 – 15 de septiembre de 1953) fue un boxeador británico. Obtuvo una medalla de plata en la categoría de peso ligero durante los Juegos Olímpicos de Londres 1908.